# Ольдислебен
Ольдислебен (нем. Oldisleben) — община в Германии, в земле Тюрингия. 
Входит в состав района Кифхойзер. Подчиняется управлению Ан дер Шмюкке.  Население составляет 2278 человек (на 31 декабря 2010 года). Занимает площадь 32,47 км².
Община подразделяется на 2 сельских округа.